# Azángaro (cidade)
Azángaro é uma cidade do Peru, situada na região de  Puno. Capital da província de  Azángaro, sua população em 2017 foi estimada em 20.696 habitantes.